# Capitalisme d'estat
El terme capitalisme d'estat és multívoc i la seua utilització ha variat històricament. Depenent del concepte de capitalisme al qual s'adscriga, i del sentit amb què aquest s'utilitze, siga sustantivitzat o adjectivat a l'Estat com terme principal, variarà la definició resultant i la seua possible utilització, així com la intencionalitat ideològica i retòrica d'aquesta. Aquests són els múltiples significats amb què el terme ha estat associat i utilitzat:
- Economia capitalista en la qual l'activitat econòmica de les empreses privades és regulada per l'Estat.
- Economia socialista-estatal les empreses públiques de la qual són administrades amb criteris capitalistes.
- Sistema socioeconòmic col·lectivista en el qual la burocràcia s'apropia del capital que administra.
- L'economia d'una nació administrada com una única societat anònima, podent ser ama de la major part dels béns i la riquesa de la nació.

El concepte de "capitalisme d'Estat" s'ha utilitzat generalment en aquesta tercera accepció com analogia a alguna característica de la definició de capitalisme liberal, com sistema en el qual el sector dels posseïdors de béns de capital que aprofiten el major valor vital del recurs, és intervingut pel poder polític amb la finalitat d'apropiar-se del rol de "capitalista" en major o menor mesura, o d'afavorir a determinat sector econòmic evadint o suprimint en algun nivell la lliure competència i la lliure empresa.
Aquesta definició negativa del "capitalisme" xoca amb aquella positiva que considera al capital com dependent del treball i la funció productiva del qual està orientada de forma cooperativa als interessos del consum privat dels assalariats. Dins d'aquest últim enfocament les empreses estatals no depenen de fomentar la utilitat del capital mitjançant l'intercanvi voluntari de recursos externs, ja que s'apropiarien coactivament dels mateixos juntament amb el treball i, per tant, perdrien així el caràcter de capitalistes.
L'adopció o rebuig d'aquesta utilització del terme deriva de la consideració que es tinga del caràcter lliure del mercat, o bé de l'opinió sobre l'existència d'un mercat real en un règim de propietat propi del capitalisme.

## Utilització pel socialisme marxista

### Per l'estalinisme i el trotskisme
El capitalisme d'Estat és una forma de definir el sistema polític i econòmic que es va donar en la Unió Soviètica després del que els trotskystes diuen "Termidor", succés en el qual es forma de manera violenta una burocràcia que anul·la i impedeix l'actuació social i política dels obrers, i que va esdevenir durant l'ascens al poder per part de Ióssif Stalin. Aquest sistema va prevaldre fins a la seua desaparició en 1991, considerada com una resposta als ciutadans per a assolir mantenir a flotació un sistema d'economia tancat, en el qual l'únic que pot tenir ingerència sobre el maneig dels mitjans de producció és el mateix Estat.
Segons la teoria troskista el socialisme havia de ser només una fase necessària però temporal en l'evolució cap al comunisme, quan la transferència de la propietat dels mitjans de producció passara de la dictadura de l'Estat obrer (dirigit per comunes o soviets, governs pluralistes compostos per obrers qui dirigeixen a l'Estat en la repressió de la burgesia) completament a les mans de la classe obrera o proletariat sense necessitat de coerció política contra els enemics de classe, acabant així amb la funció de l'Estat segons la doctrina marxista-leninista.
Al seu torn el trotskisme considerà al capitalisme d'Estat com una degeneració de la dictadura del proletariat creada per l'estalinisme.
A partir d'aquesta concepció del capitalisme d'Estat es va assolir mantenir a flotació l'economia socialista, encara que el problema que va causar aquest sistema econòmic va ser el seu poca ductibilidad i l'excessiva burocràcia, la qual cosa al seu torn va produir un desproveïment dels productes bàsics per al benestar del poble.
Aquest sistema cau cap a l'any de 1990 quan la Unió Soviètica es col·lapsa en tota la seua estructura; militar, política, econòmica i social deixant de costat aquest tipus d'organització de l'economia.

### Per l'esquerra radical no-leninista
Nombroses corrents de l'esquerra marxista o comunista neguen que l'estat soviètic haja constituït alguna vegada una veritable dictadura del proletariat, i critiquen al trotskisme sostenint que en realitat no va ser una deformació d'un estat obrer: és el mateix estat obrer el qual no hauria existit. Independentment de si reivindiquen o no la Revolució Russa i els seus protagonistes, aquests corrents utilitzen el terme capitalisme d'Estat per a assenyalar que la propietat estatal totalitària dels mitjans de producció no soluciona, o no necessàriament, la separació del productor dels mitjans de producció, i no transcendeix les relacions socials capitalistes, sobretot l'explotació moderna.
Aquests corrents coincideixen a assenyalar que, per la característica de la contrarevolució a Rússia (i a la Xina), no existia una burgesia que estiguera apropiant-se de la plusvàlua, com a Occident. En canvi, va anar la mateixa burocràcia del Partit Comunista la qual va assumir objectivament el rol de classe explotadora. Aquests corrents critiquen la idea que la propietat estatal siga qualitativament diferent de la propietat privada, ja que el control real del treballador dels mitjans de producció, objectiu central de la dictadura del proletariat, pot seguir sent impedit, totalment o relativament, per un Estat que els centralitze amb el propòsit d'explotar als treballadors, encara que diga representar-los.
El marxisme no-leninista afirma que els mitjans de producció en els règims burocràtics van ser posats per l'Estat en funcionament com mitjans d'explotació, és a dir, com cabdal. També utilitzen el terme per a parlar dels casos d'Estat de benestar a Occident. La producció capitalista per part de l'Estat no seria la inclinació inherent del capitalisme, sinó més aviat una particularitat històrica. En aqueix sentit, Guy Debord sosté que la burocràcia totalitària és "la continuació del poder de l'economia, el salvament de l'essencial de la societat mercantil mitjançant el manteniment del treball-mercaderia. […] La burocràcia totalitària [és] una classe dominant de substitució per a l'economia mercantil", i obstaculitzaria relativament l'acumulació, pel que a llarg termini no seria capaç de competir contra les economies occidentals; això explicaria en gran part el refredament crònic de l'economia del segon món a partir de fins de la dècada dels 60. En cas que es combinara amb una propietat privada del cabdal, el capitalisme d'Estat significaria probablement un obstacle al guany privat, i explicaria la tendència al rebuig de tal propietat per part de la burgesia pròpiament dita.

## Utilització per l'anarquisme
Dins de l'anarquisme (o els anarquismes) el terme capitalisme d'Estat té almenys dues connotacions (una anticapitalista i altra procapitalista), diferenciades segons la seua terminologia econòmica però ambdues relacionades amb una sort de "dictadura de classe" amb origen en el poder polític, fonamentada en el control de privilegis econòmics derivats essencialment de la violència, els privilegis legals i polítics, o el corporativisme mercantilista:
Per als anarquistes clàssics, significa que els treballadors passen d'un règim (no sempre desitjable) que se subordinen per elecció a un empleador particular que té la propietat i la direcció de l'empresa que treballen (entenen açò com capitalisme), cap a un règim que el patró únic i absolut siga l'Estat i la propietat i la direcció única de les empreses estiga en mans d'aquest, estant els treballadors en ambdós casos subordinats, però sense elecció en la versió estatalista, sent l'única opció i involuntàriament. Els anarcosocialistes proposen que el cabal estiga en mans dels treballadors, segons diversos mètodes.
Per als anarcoliberals, favorables a l'economia de mercat i a la propietat privada, és un sistema de mercat intervingut políticament en favor de grups econòmics, que formarien una elit o oligarquia, a través de manipular via Estat el sistema de mercat en el seu benefici, assolint un control il·legítim de recursos. Impediria una veritable lliure competència i el mèrit individual.

## Utilització per l'Escola austríaca i el liberalisme llibertari
Els usos anticapitalistes sovint associats al terme capitalisme d'Estat són rebutjats pràcticament per tot l'espectre del pensament liberal llibertarista, en particular al que adhereix a l'Escola austríaca, ja que considera 1) no pot haver-hi un capitalisme dins de l'Estat: la renda del capital és dependent del benefici del consumidor dins d'un intercanvi voluntari en el mercat que seria inseparable de la propietat privada i una contradicció en termes amb la seua administració col·lectivista, i 2) al capitalisme regulat per l'Estat com una negació parcial del sistema capitalista.
Conceptualment l'ús del terme no pot considerar-se per tant pejoratiu: el tret negatiu de l'estatisme no seria que la propietat dels mitjans de producció estiga fora de l'abast de la totalitat de la població, sinó que aquesta propietat siga col·lectiva, i viceversa el caràcter positiu del capitalisme no és que la propietat dels mitjans de producció estiga en mans d'una minoria, sinó que aquesta propietat siga privada.
Per als liberals les relacions mercantils no són relacions de poder i, per tant, les relacions socials entre propietaris desiguals no signifiquen relacions coercitives sinó cooperatives. Les apropiacions privades de capital per intercanvi o creació es basen al seu torn en la defensa del dret de propietat privada del creador del capital, mentre que l'obtenció d'ingressos per part de l'Estat no és considerat un derivat de la seua eventual possessió de capital socialment útil sinó de l'ús discrecional del monopoli de la violència amb vista a l'expropiació de béns i treball sense consideració per l'ús eficient dels mitjans de producció.
Autors com Rothbard han utilitzat eventualment el terme per a descriure la simbiosi entre les restriccions governamentals a la lliure entrada en el mercat d'usos més competitius del capital i un statu quo corporativista.